# アーンプライアー (オンタリオ州)
アーンプライアー（英: Arnprior）は、カナダのオンタリオ州東部、レンフルー郡に位置する林業の町。オタワ渓谷を流れるオタワ川と接している。

## 地理
広義のオタワ首都圏（NCR）に含まるが、国勢調査区分上には含まれていない。

## 歴史
町の名はスコットランドのアーンプライアー（現：スターリング）をルーツとする人々によって名付けられた。1851年に材木業の町として開発された。1862年に村として組織され、30年後の1892年に町制となった。

## 観光
アウトドアが盛んなオタワ渓谷への玄関口となっている。

## 交通

### ハイウェイ
- ハイウェイ417号線 (Highway 417)
- ハイウェイ17号線 (Highway 17)

### 空港
- アーンプライアー空港 (Arnprior Airport) ：小型機の利用が主。
- オタワ国際空港：定期便を利用する場合はこちらが一般的であり、東へ56 kmほどに位置する。